# Vox clamantis in deserto

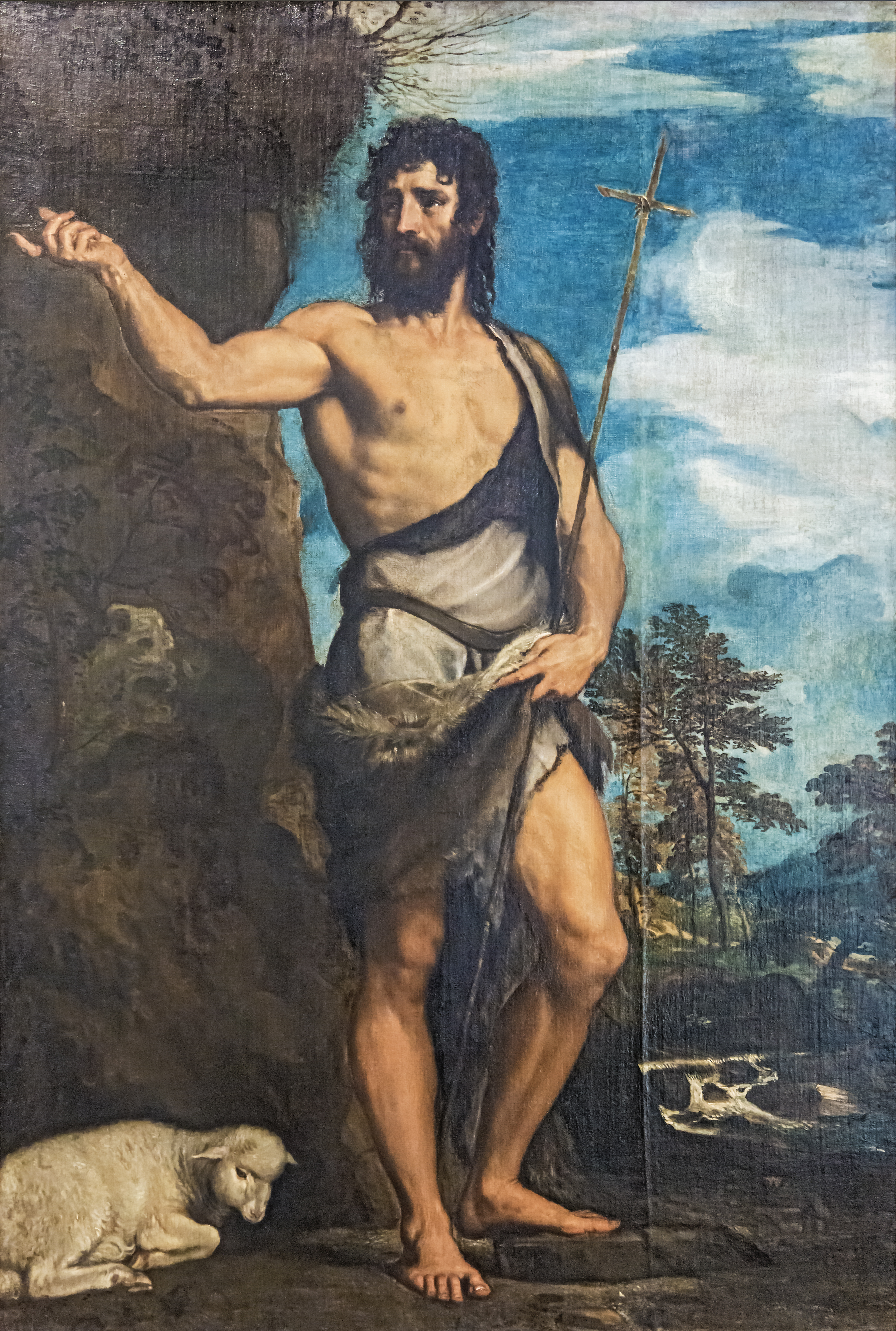
Sfântul Ioan Botezătorul (1542), Tițian, Veneția, Gallerie dell'Accademia.

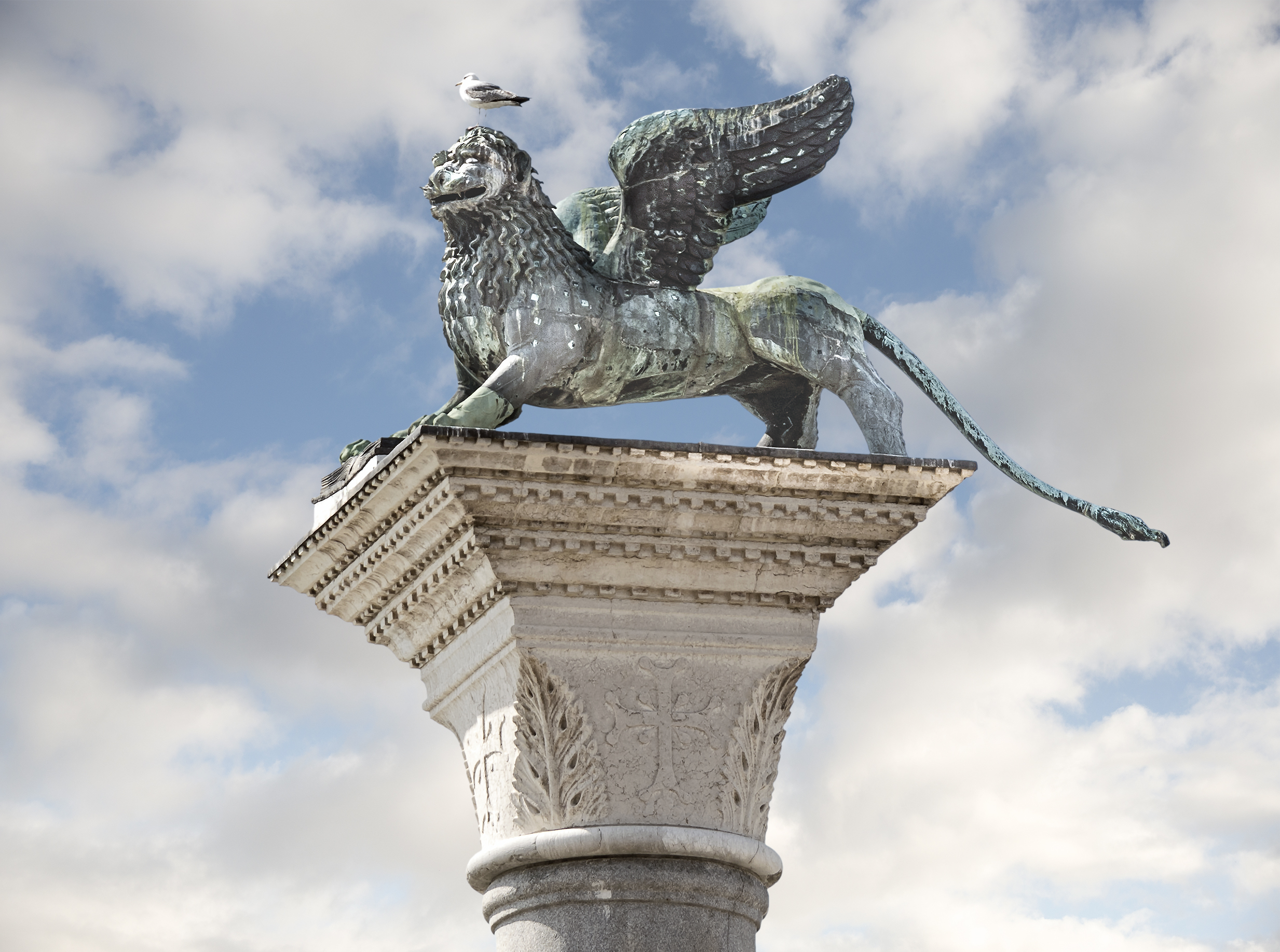
„Leul Sfântului Marcu” din Veneția.

Vox clamantis in deserto este o expresie din limba latină, care poate fi tradusă literal: „glasul celui care strigă în pustiu” și, într-un sens figurat, „persoana al cărei sfat rămâne neascultat”.
Expresia este cunoscută din Evanghelii ca referire la Sf. Ioan Botezătorul, care a fost precursor al lui Isus Hristos și care predica în deșert, pe malul Iordanului, botezarea oamenilor pentru a se spăla de păcat. Evanghelia după Marcu 1, 1-3 începe cu aceste cuvinte:
„Initium Evangelii Jesu Christi, Filii Dei. Sicut scriptum est in Isaia propheta: Ecce ego mitto angelum meum ante faciem tuam, qui præparabit viam tuam ante te. Vox clamantis in deserto: Parate viam Domini, rectas facite semitas ejus.”—Începutul Evangheliei lui Iisus Hristos, Fiul lui Dumnezeu. Precum este scris în proorocie (la Maleahi) și Isaia: „Iată Eu trimit îngerul Meu înaintea feței Tale, care va pregăti calea Ta. Glasul celui ce strigă în pustie: Gătiți calea Domnului, drepte faceți cărările Lui”.
În virtutea acestei afirmații, Marcu evanghelistul este reprezentat ca un leu care rage.
În Evanghelia după Ioan 1, 22-23 Ioan Botezătorul însuși se definește astfel:
„Dixerunt ergo ei: Quis es ut responsum demus his qui miserunt nos? quid dicis de teipso? Ait: Ego vox clamantis in deserto: Dirigite viam Domini, sicut dixit Isaias propheta.”—Deci i-au zis: Cine ești? Ca să dăm un răspuns celor ce ne-au trimis. Ce spui tu despre tine însuți? El a zis: Eu sunt glasul celui ce strigă în pustie: „Îndreptați calea Domnului”, precum a zis Isaia proorocul.
Este interesant de observat cum cuvintele profetului (Isaia 40:3) au un sens diferit, în funcție de punctuația lor:
„Vox clamantis in deserto: Parate viam Domini, rectas facite in solitudine semitas Dei nostri.”—Un glas strigă: „În pustiu gătiți calea Domnului, drepte faceți în loc neumblat cărările Dumnezeului nostru.”

## Influență culturală
Semnificația expresiei a depășit sensul literal, probabil sub influența Evangheliei după Ioan, care se referă la faptul că Isus Hristos nu a fost recunoscut sau poate că în deșert nu există nimeni care poate să-l asculte. Astăzi termenul este folosit pentru o persoană care vorbește, dar nu este ascultată, referindu-se în special la cel care dă sfaturi sau avertizează cu privire la un pericol și este ignorat.
Această expresie este, de asemenea, motto-ul Universității din Dartmouth (SUA).